# Karl Etienne
Karl Etienne (* 12. Februar 1895 in Neunkirchen (Saar); † 28. April 1962) war ein deutscher Politiker im Saarland (SPS und SPD).

## Leben
Karl Etienne war zur Zeit der Weimarer Republik Mitglied der SPD und gehörte dem Stadtrat von Neunkirchen, zeitweise als Fraktionsvorsitzender, an. In der Zeit des Nationalsozialismus verlor er seine Beschäftigung in der Stadtverwaltung.
Nach dem Zweiten Weltkrieg wurde Etienne für den Wahlkreis Neunkirchen in den ersten Saarländischen Landtag gewählt und war von 1947 bis 1951 Fraktionsvorsitzender seiner Partei. Er trat 1952 im Streit über die Rückgliederung des Saarlands nach Deutschland aus der SPS aus.